# Platyxantha impressa
Platyxantha impressa es una especie de insecto coleóptero de la familia Chrysomelidae.
Fue descrita científicamente en 1909 por Weise.